# Morningwood (álbum)
Morningwood es el álbum debut de la banda de Nueva York, Morningwood. Fue publicado por Capitol Records en 2006. El álbum llegó al puesto #102 en el Billboard 200 y al n.º 1 en la lista Heatseakers Album.

## Lista de canciones
1. "Nü Rock" (Timo Ellis, Chantal Claret) – 2:30
2. "Televisor" (Chantal Claret, Pedro Yanowitz) – 3:37
3. "Nth Degree" (Yanowitz) – 3:55
4. "Jetsetter" (Claret, Yanowitz) – 3:54
5. "Take Off Your Clothes" (Claret, Yanowitz) – 3:17
6. "Body 21" (Claret, Yanowitz) – 3:37
7. "Easy" (Claret, Japa Keenon, Richard Steel, Yanowitz) – 3:10
8. "Babysitter" (Claret, Yanowitz) – 3:31
9. "New York Girls" (Yanowitz) – 2:56
10. "Everybody Rules" (Claret, Ellis, Yanowitz) – 3:08
11. "Ride the Lights" (Claret, Yanowitz) – 4:06
12. "Knock On Wood" (Tema extra en la edición para Japón) – 3:53

## Trivia
- La canción "Nü Rock" fue incluida en la banda sonora del videojuego Burnout Revenge y en el de SSX On Tour.
- La canción "Jetsetter" fue incluida en la banda sonora del videojuego Midnight Club 3: DUB Edition.
- La canción "Babysitter" fue incluida en la banda sonora del videojuego The Sopranos: Road to Respect.

- Datos: Q4386757